# Morti nel 1965/Settembre
| Questa pagina contiene informazioni ricavate automaticamente dalle voci biografiche con l'ausilio del template Bio e di un bot. L'aggiornamento è periodico e automatico e ricostruisce completamente la pagina. Se manca una persona in questa lista, sei pregato di non aggiungerla, ma accertati piuttosto che la sua voce biografica contenga il template Bio e che i dati anagrafici siano correttamente compilati. Se il template Bio manca, inseriscilo tu stesso o, in alternativa, metti l'avviso {{tmp\|Bio}} che ne segnala la mancanza. Se i dati riportati sono sbagliati, correggi direttamente la voce biografica; le modifiche saranno visibili in questa lista entro pochi giorni. Per chiarimenti vedi il progetto biografie. La lista contiene solo le 64 persone che sono citate nell'enciclopedia e per le quali è stato implementato correttamente il template Bio. Pagina aggiornata al 3 mar 2024. |

- 1º settembre - Joe Lynch, pugile statunitense (n. 1898)
- 2 settembre - Louis Baillon, hockeista su prato britannico (n. 1881)
- 2 settembre - Johannes Bobrowski, scrittore e poeta tedesco (n. 1917)
- 2 settembre - Felix E. Feist, regista statunitense (n. 1910)
- 2 settembre - Gesualdo Manzella Frontini, poeta, giornalista e scrittore italiano (n. 1885)
- 2 settembre - Gino Pestelli, giornalista e pubblicitario italiano (n. 1885)
- 3 settembre - Alanova, ballerina, coreografa e attrice statunitense (n. 1902)
- 3 settembre - Otto Lederer, attore statunitense (n. 1886)
- 4 settembre - Thomas Hampson, mezzofondista e velocista britannico (n. 1907)
- 4 settembre - Albert Schweitzer, medico, teologo e filantropo tedesco (n. 1875)
- 4 settembre - Angelo Donato Tirabassi, docente e politico italiano (n. 1907)
- 5 settembre - Carlos F. Borcosque, regista e sceneggiatore cileno (n. 1894)
- 5 settembre - Maria Fein, attrice austriaca (n. 1892)
- 5 settembre - C. Gardner Sullivan, sceneggiatore statunitense (n. 1884)
- 6 settembre - Konstantin Georgievič Mostras, violinista, docente e compositore russo (n. 1886)
- 7 settembre - Robert Benson, hockeista su ghiaccio canadese (n. 1894)
- 8 settembre - Dorothy Dandridge, attrice e cantante statunitense (n. 1922)
- 8 settembre - Hermann Staudinger, chimico tedesco (n. 1881)
- 8 settembre - Arius van Tienhoven, medico olandese (n. 1886)
- 9 settembre - Julián Carrillo, compositore, direttore d'orchestra e violinista messicano (n. 1875)
- 9 settembre - Philipp Wilhelm Jung, politico tedesco (n. 1884)
- 10 settembre - Bobby Jordan, attore statunitense (n. 1923)
- 10 settembre - Walter Siegmeister, scrittore statunitense (n. 1901)
- 12 settembre - Chris Berger, velocista olandese (n. 1911)
- 12 settembre - Lucian Truscott, generale statunitense (n. 1895)
- 13 settembre - Grigorij Belov, attore sovietico (n. 1895)
- 13 settembre - Angelo Patri, pedagogo italiano (n. 1876)
- 15 settembre - Alfredo Armano, calciatore e arbitro di calcio italiano (n. 1885)
- 15 settembre - Bertram Brooke, nobile malese (n. 1876)
- 15 settembre - Amedeo Chiantoni, attore italiano (n. 1871)
- 15 settembre - Noël Delberghe, pallanuotista francese (n. 1897)
- 15 settembre - Elvira Giallanella, regista cinematografica e produttrice cinematografica italiana (n. 1885)
- 15 settembre - Frank Moss, calciatore inglese (n. 1895)
- 15 settembre - Michelangelo Paternò del Toscano, politico italiano (n. 1888)
- 16 settembre - Tom Burridge, calciatore inglese (n. 1881)
- 16 settembre - Fred Quimby, produttore cinematografico statunitense (n. 1886)
- 17 settembre - Alejandro Casona, scrittore spagnolo (n. 1903)
- 17 settembre - Jacques Coutrot, schermidore francese (n. 1898)
- 17 settembre - Ksenija Georgievna Romanova, nobile russo (n. 1903)
- 17 settembre - Vincenzo Volpe, calciatore italiano (n. 1919)
- 18 settembre - Regina Pacini, soprano e filantropa portoghese (n. 1871)
- 19 settembre - Kurt Goldstein, neurologo e psichiatra tedesco (n. 1878)
- 19 settembre - Lionel Terray, alpinista francese (n. 1921)
- 20 settembre - Arthur Holmes, geofisico e geologo inglese (n. 1890)
- 22 settembre - Othmar Ammann, ingegnere svizzero (n. 1879)
- 22 settembre - Ethel Browning, attrice e sceneggiatrice statunitense (n. 1877)
- 22 settembre - Albano Corneli, politico italiano (n. 1890)
- 22 settembre - Biz Mackey, giocatore di baseball statunitense (n. 1897)
- 23 settembre - Nicola Crapsi, politico e sindacalista italiano (n. 1899)
- 23 settembre - Jakob Werlin, progettista tedesco (n. 1886)
- 24 settembre - Carl Rudolf Florin, botanico svedese (n. 1894)
- 25 settembre - Dario Barbosa, tiratore a segno brasiliano (n. 1882)
- 25 settembre - Ivan Osiier, schermidore danese (n. 1888)
- 25 settembre - Nikolai Sokoloff, direttore d'orchestra e violinista russo (n. 1886)
- 26 settembre - Giacinto Giovanni Ambrosi, arcivescovo cattolico italiano (n. 1887)
- 26 settembre - Raymond Rognoni, attore francese (n. 1892)
- 27 settembre - Clara Bow, attrice statunitense (n. 1905)
- 27 settembre - William Stanier, ingegnere inglese (n. 1876)
- 27 settembre - Ernest Victor Tweedy, arcivescovo cattolico australiano (n. 1901)
- 28 settembre - Ernesto Codignola, pedagogista e filosofo italiano (n. 1885)
- 28 settembre - Eddie Gribbon, attore statunitense (n. 1890)
- 28 settembre - Karl Imhoff, ingegnere e inventore tedesco (n. 1876)
- 28 settembre - Sándor Rónai, politico ungherese (n. 1892)
- 29 settembre - Constantin Heldmann, generale tedesco (n. 1893)